# Rekenmachine (software)

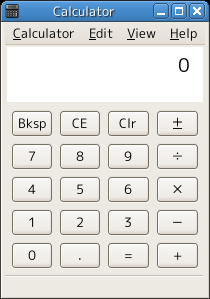
De Engelstalige versie van GNOME Calculator. Rekenmachine in Linux. Dit is de standaardmodus. Er is ook een wetenschappelijke modus en een modus voor programmeurs.

De rekenmachine of calculator is een van de standaardapplicaties in veel besturingssystemen voor personal computers, tablets en smartphones. Het programma geeft de gebruiker toegang tot een software-implementatie van een zakrekenmachine, vaak met enige extra functies.

## Windows
In het besturingssysteem Windows, van Microsoft, vindt men de Rekenmachine onder de 'Bureau-accessoires'. De standaardmodus is vergelijkbaar met een eenvoudige zakrekenmachine. Daarnaast bestaat er een wetenschappelijke modus (vergelijkbaar met de wetenschappelijke zakrekenmachine) en een modus voor programmeren, die functionaliteit bevat om te rekenen met binaire, octale en hexadecimale getallen.

## Linux
Voor op de Linux-kernel gebaseerde besturingssystemen bestaan verschillende rekenmachine-applicaties, waaronder de GNOME Calculator (hiernaast afgebeeld en bijgeleverd bij de GNOME-desktopomgeving) en KCalc (bij KDE).

## macOS
De Apple Macintosh-computers hebben al sinds het begin een rekenmachine-applicatie. De Rekenmachine in macOS (voorheen OS X) heeft drie modi: standaard, wetenschappelijk (vergelijkbaar met de wetenschappelijke zakrekenmachine) en programmeur (om te rekenen met binaire, octale en hexadecimale getallen).